# Robert Stephens
Robert Stephens, född 14 juli 1931 i Bristol, död 12 november 1995 i London, var en brittisk skådespelare.
Stephens var en ledande teaterskådespelare på Englands Royal National Theatre under 1960- och 70-talen. På film spelade han bland annat Sherlock Holmes i Billy Wilders film "Sherlock Holmes" – privatögat privat (1970).
Han var gift med bland andra skådespelaren Maggie Smith som han ofta framträdde med på film (exempelvis i Miss Brodies bästa år) och på teaterscenen. Han är far till skådespelarna Toby Stephens och Chris Larkin (tillsammans med Smith).

## Filmografi i urval
- 1961 – En doft av honung
- 1963 – Cleopatra
- 1966 – Morgan - hur galen som helst
- 1967 – Much Ado About Nothing (TV-film)
- 1968 – Romeo och Julia
- 1969 – Miss Brodies bästa år
- 1970 – "Sherlock Holmes" – privatögat privat
- 1971 – The Rivals of Sherlock Holmes (TV-serie)
- 1972 – Min lättfotade moster
- 1977 – Duellanterna
- 1978 – Förintelsen (TV-serie)
- 1981 – The Winter's Tale (TV-film)
- 1987 – Krigets skördar (TV-serie)
- 1987 – Solens rike
- 1988 – Kommissarie Morse (TV-serie)
- 1989 – Krig och hågkomst (TV-serie)
- 1989 – Henrik V
- 1990 – Fåfängans fyrverkeri
- 1991 – Sagor för stora barn: Greek Myths (TV-serie)
- 1992 – Chaplin